# حلمة الأسنان

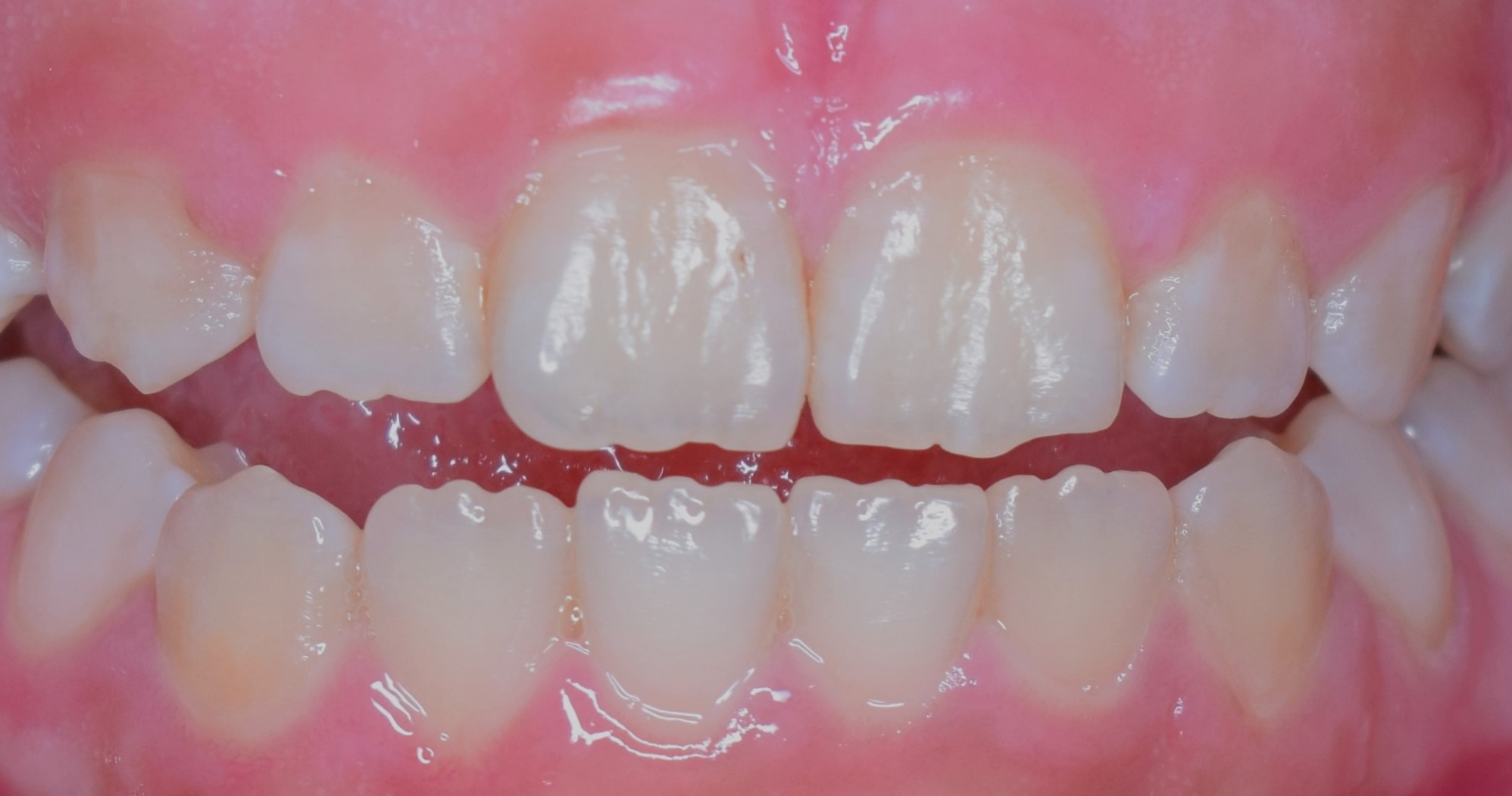
بروز حلمات الأسنان في بالغة في سن الاربعة عشر نتيجة عدم احتكاك الاسنان لوجود عضة مفتوحة (الاسنان غير متلامسة)

حلمة الأسنان (أو mamelon المشتقة من اللغة الفرنسية)، هي واحدة من الثلاث نتوءات المدورة التي توجد على حافة الأسنان الأمامية (القواطع) عندما تبرز لأول مرة من خلال اللثة. يتم محوها بسرعة عن طريق الاحتكاك مع استخدام الأسنان. من السهل ملاحظة حلمات الأسنان على القواطع في الفك العلوي، وتظهر على هيئة ثلاثة بروز صغيرة على حافة طرف السن. عادة ما تكون الحلمة غير ذات أهمية إكلينيكية. عادة يتم فقدانها في وقت مبكر من عمر السن. ومع ذلك، عندما تكون هناك عضة مفتوحة أمامية، أي أن الأسنان الأمامية لا تكون على اتصال عندما تكون العضة مغلقة تمامًا - قد تبقى الحلمة في مرحلة البلوغ.  